# Ramón Antonio Sampayo Ortiz
Ramón Antonio Sampayo Ortiz (Matamoros, Tamaulipas; 31 de agosto de 1957) es un contador público y político mexicano, miembro del Partido Acción Nacional.
En su trayectoria ha sido Consejero de Canacintra, Presidente y Consejero del Centro Empresarial de Matamoros y Presidente del Comité Directivo Estatal de Tamaulipas Partido Acción Nacional.

## Biografía
Ramón Antonio Sampayo nació en  Matamoros, Tamaulipas, el 31 de agosto de 1957. Hijo de la mexicana Rebeca Ortiz Patiño y Ramón Sampayo Gómez nacido en Galicia, España.
Ramón Antonio Sampayo es contador público egresado del Instituto Tecnológico y Estudios Superiores de Monterrey Campus Monterrey 1979. Curso el Diplomado en Administración Financiera Instituto Tecnológico y Estudios Superiores de Monterrey (ITESM).

## Estudios
Estudios Primarios
- Colegio México
- Colegio De La Salle

Preparatoria y Carrera
- Instituto Tecnológico Y Estudios Superiores De Monterrey Campus Monterrey.

## Experiencias y Estudios Posteriores
- Diplomado en Administración Financiera

- Ex Consejero de Canacintra

- expresidente y Consejero del Centro Empresarial de Matamoros

- Participó como miembro de la Cámara Nacional de Comercio, de la Asociación Agrícola de Matamoros y del club Rotario Matamoros Sur.

- Presidente del Consejo de Administración y Fundador de Inmobiliaria y Urbanizadora El Saucito, S.A. de C.V.

- Coordinador General de los observadores electorales en Matamoros para las elecciones de agosto de 1994.

- expresidente Municipal de Matamoros, Tam. Por el Partido Acción Nacional (1996-1998).

- Invitado Especial como miembro Académico por la Universidad de Oxford, Inglaterra en 1999.

- Diputado Local en el Congreso del Estado de Tamaulipas (2002-2004)

- expresidente del Comité Directivo Estatal del PAN en Tamaulipas (2003-2004)

- Actualmente Consejero Nacional del PAN